# Covidiot

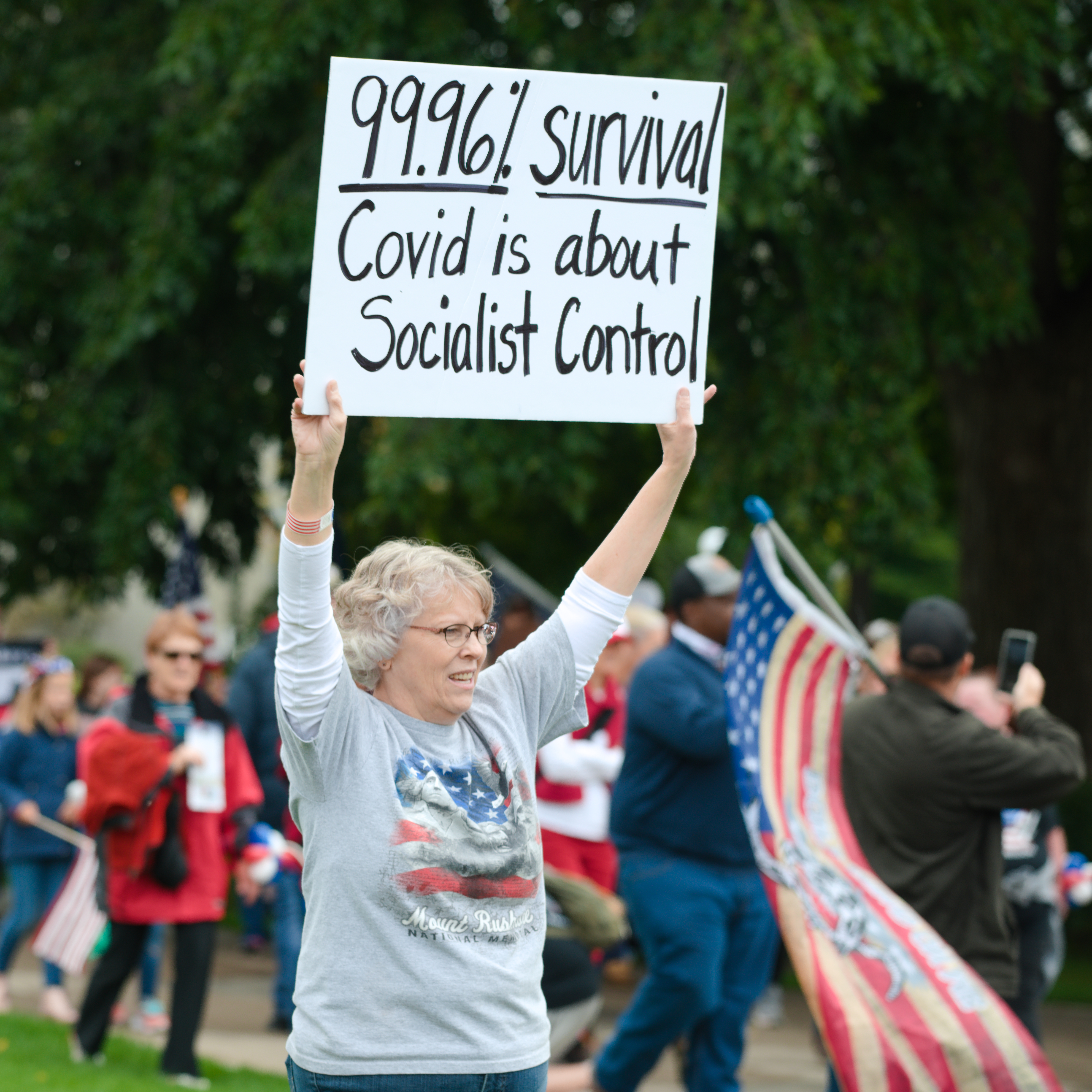
Manifestants contre les mesures prises pendant la crise de la COVID aux États-Unis : « 99,96 % de survie. La Covid est un contrôle socialiste ».

Le néologisme covidiot est un mot-valise (covid + idiot) désignant une personne qui adopte un comportement considéré comme irrationnel ou irresponsable pendant la pandémie de Covid-19, au risque ou même dans le but de propager la maladie infectieuse.

## Étymologie et développement de l'usage
Le mot-valise composé de covid et de idiot est attesté à partir de 2020. Il fait partie des mots inventés pendant la pandémie, une pratique créative classique pour surmonter l'anxiété avec humour,.
Il apparaît en anglais au premier trimestre 2020 sur les réseaux sociaux, puis dans les médias d'information. L'Urban Dictionary l'intègre en mars 2020 sous la définition : « Relatif au coronavirus : une personne qui ignore les avertissements concernant la santé ou la sécurité publique. Une personne qui accumule des biens, limitant leur accès aux tiers », (comprendre : qui achète et stocke inutilement, par exemple, du papier toilette), et la version en anglais du Wiktionnaire en juin.
Peu à peu, le champ de sa définition se précise vers ceux qui mettent autrui en danger d’être infecté par leur comportement stupide, par exemple en enfreignant les règles de distanciation sociale. C'est dans cette compréhension qu'il intègre des dictionnaires plus officiels comme le Cambridge Dictionary. L'Oxford University Press l'inclut dans sa liste des mots de l’année 2020.
Le terme connaît une diffusion translinguistique considérable, avec des adaptations en français, en allemand, en italien, en espagnol, en néerlandais.
Des linguistes estiment dès 2020 que ce mot, parmi tous les néologismes créés pendant la pandémie, pourrait lui survivre avec un sens qui s'étendrait aux personnes qui ont tendance à croire aux théories du complot ou qui remettent les autorités en question sans avoir de connaissances.

## Figure sociale
Certains pointent dès novembre 2020 que les personnes visées par le terme ne constituent pas un groupe homogène et qu'il est un raccourci stigmatisant. Alors que certains organes de presse recensent des exemples de covidiots, le Conseil de presse québécois blâme en 2022 l'usage par les médias d'un terme qu'il juge « contraire à leur devoir d'impartialité » et « dégradant et méprisant à l'égard d'une partie de la population défiant les mesures sanitaires ». D'autres dénoncent une chasse aux sorcières contreproductive.
« Covidiot » est utilisé dans le discours public non seulement pour condamner ou ridiculiser un groupe d’individus pour leur comportement supposé égoïste ou stupide, mais aussi pour nommer un certain type de personne qui symbolise des éléments particuliers de l’expérience sociale et affective caractéristiques de la période de la pandémie. Parmi les archétypes émergeant alors, « covidiot » et « antivax » sont les figures du mal ou de la bêtise, opposables aux héroïques « travailleur essentiel » et « bon citoyen ».
La figure qu'il désigne est utilisée à des fins sociales et politiques depuis son émergence. Elle est au cœur des luttes pour l’autorité épistémique caractéristiques de notre époque post-vérité : le covidiot est construit comme une menace pour l’ordre social moral, et soumis à des formes de police et de gouvernance. Par ailleurs, les utilisations politiques de la covidiotie occultent les processus sociétaux qui produisent l’ignorance systémique, attribuent la faute aux individus tout en sous-estimant la responsabilité des entreprises, des médias ou de l’État-nation.

## Retombées
La série télévisée britannique #Covidiot diffusée en 2020 documente la gestion de la crise au Royaume-Uni par le Premier ministre Boris Johnson.
L'Office de l'Union européenne pour la propriété intellectuelle a refusé d'enregistrer la marque « Covidiot », déposée en août 2020 pour désigner des jouets et des logiciels de jeu, la jugeant contraire à l'ordre public ou aux bonnes mœurs, décision confirmée en appel en 2024.